# Francesco Costabile
Francesco Costabile (Cosenza, 30 settembre 1980) è un regista e sceneggiatore italiano, autore dei film Una femmina e Familia.

## Biografia
Frequenta il DAMS dell'Università di Bologna e in quegli anni realizza il suo primo cortometraggio, La sua gamba (2001), vincitore del Bellaria Film Festival. Studia regia al Centro sperimentale di cinematografia, dove realizza i corti L'armadio e Dentro Roma, quest'ultimo vincitore del Nastro d'argento al miglior cortometraggio e candidato al David di Donatello come miglior cortometraggio italiano.
Si dedica al documentario realizzando due film sul costumista Piero Tosi (L'abito e il volto, premio del pubblico al Biografilm Festival 2010) e collabora con il regista Gianni Amelio curando il casting e la documentazione di Felice chi è diverso, documentario sul rapporto tra società e omosessuali nel Novecento. Nel 2017 produce con la Zut Film Porno e libertà di Carmine Amoroso, documentario sulla nascita della pornografia in Italia e le sue ripercussioni sulla cultura, l'arte e le lotta alla censura. Il documentario ha vinto il Nastro d'argento 2017 come miglior documentario italiano. Continua la sua ricerca nel Biopic con In un futuro aprile, documentario su Pier Paolo Pasolini e il suo legame con il Friuli, con partecipazione di Nico Naldini, poeta e cugino di Pasolini (miglior film all'Asolo Art Film Festival e Biografilm Festival).
Firma il suo esordio al cinema con il film Una femmina, liberamente ispirato al libro inchiesta Fimmine ribelli di Lirio Abbate sulle donne vittime di violenza nelle famiglie della 'Ndrangheta calabrese. Il film è stato presentato in concorso al Festival di Berlino 2022, nella sezione Panorama, ha ricevuto due candidature ai David di Donatello - miglior sceneggiatura non originale e miglior esordio alla regia - e due candidature ai Nastri d'argento. Il film vince due Globi d'oro,  miglior esordio italiano e miglior interpretazione (Lina Siciliano). Ha inoltre vinto la quarantesima edizione del Festival di Annecy Cinéma Italien ricevendo un doppio riconoscimento: Premio del pubblico e Miglior interpretazione per Lina Siciliano.
Nel 2024 esce il secondo film dell'autore dal titolo Familia, liberamente ispirato al libro Non sarà sempre così di Luigi Celeste, prodotto da Tramp Limited e distribuito da Medusa Film. Il film è stato presentato in concorso al’81ª edizione del Festival di Venezia - Sezione Orizzonti dove vince il premio al miglior attore protagonista. Il film ha ricevuto otto candidature ai David di Donatello e cinque candidature ai Nastri d'argento. Francesco Di Leva ha vinto un David di Donatello ed un Nastro d'argento come miglior attore non protagonista.

### Altre attività
Costabile ha fondato, insieme al regista indipendente Lucio Massa, l'Hacker Porn Film Festival, festival di cinema queer e post porno.

## Vita privata
Si definisce persona non binaria.

## Filmografia

### Regista
- La sua gamba - cortometraggio (2001)
- Hz, episodio di Sintonie di primavera (2003)
- Addio mia bella signora, episodio di Ciao Alberto (2003)
- L'armadio - cortometraggio (2004)
- In famiglia - cortometraggio (2005)
- Dentro Roma - cortometraggio (2006)
- L'abito e il volto - Incontro con Piero Tosi - mediometraggio documentario (2009)
- Il cantico dei drogati - cortometraggio documentario (2009)
- Hotel terremoto - cortometraggio documentario (2010)
- Mio fratello che guardi il mondo - cortometraggio documentario (2010)
- La Carrera, co-regia con Assunta Nugnes - documentario (2013)
- Piero Tosi 1690 - L'inizio di un secolo - documentario (2014)
- In un futuro aprile - co-regia con Federico Savonitto - documentario (2019)
- Una femmina (2022)
- Familia (2024)

### Produttore esecutivo
- Porno e libertà, regia di Carmine Amoroso (2016)

### Montatore
- Cumper, regia di Rosario Gallardo (2019)

## Riconoscimenti (parziale)
- 2022 - David di Donatello
  - Candidatura per il miglior regista esordiente
  - Candidatura per la migliore sceneggiatura adattata